# Acanthocladus
Acanthocladus es un género de plantas con flores perteneciente a la familia Polygalaceae. Comprende diez especies descritas.  

## Taxonomía
El género fue descrito por Klotzsch ex Hassk.  y publicado en Annales Musei Botanici Lugduno-Batavi 1: 184. 1864. La especie tipo es: Acanthocladus brasiliensis Klotzsch ex Hassk.	

## Especies aceptadas
A continuación se brinda un listado de las especies del género Acanthocladus aceptadas hasta abril de 2024, ordenadas alfabéticamente. Para cada una se indica el nombre binomial seguido del autor, abreviado según las convenciones y usos.
- Acanthocladus brasiliensis (A.St.-Hil. & Moq.) Klotzsch ex Hassk.
- Acanthocladus colombianus Aymard & J.F.B.Pastore
- Acanthocladus dichromus (Steud.) J.F.B.Pastore
- Acanthocladus dukei (Barringer) J.F.B.Pastore & D.B.O.S.Cardoso
- Acanthocladus guayaquilensis B.Eriksen & B.Ståhl
- Acanthocladus moyanoi Speg.
- Acanthocladus pulcherrimus (Kuhlm.) J.F.B.Pastore & D.B.O.S.Cardoso
- Acanthocladus santosii (Wurdack) J.F.B.Pastore & D.B.O.S.Cardoso
- Acanthocladus scleroxylon (Ducke) B.Eriksen & B.Ståhl
- Acanthocladus tehuelchum Speg.